# Tatai-Tóth András
Tatai-Tóth András (szül. Tóth András, Gyermely, 1948. november 28.) tanár, politikus, országgyűlési képviselő.

## Tanulmányai
Gyermelyi parasztcsalád hetedik gyermekeként született. 1967-ben érettségizett a tatai Eötvös József Gimnáziumban. 1973-ban a debreceni Kossuth Lajos Tudományegyetem Természettudományi Karának matematika-ábrázoló geometria szakán középiskolai tanári diplomát szerzett. 1984-ben az ELTE BTK levelező tagozatán filozófia középiskolai tanári diplomát, 2001-ben pedig az Eszterházy Károly Főiskolán tanügyigazgatása szakértői képesítést szerzett.

## Oktatói pályafutása
A borsosberényi általános iskolában kezdett tanítani 1972-ben, majd a diploma megszerzése után a rétsági gimnázium tanára lett. Rövid ideig az intézmény igazgatóhelyettese is volt.
1975-ben visszatért régi iskolájába, a tatai Eötvös József Gimnáziumba. 1978 és 1982 között, valamint 1987-től 1993-ig az iskola igazgatóhelyettesi posztját töltötte be.
1993-ban a tatai Eötvös József Gimnázium igazgatójává nevezték ki, mely tisztséget 2001-ig viselt, majd 2002-ig óraadó tanára.
Érdekvédelmi megbízatásainak ellátását 1993-ban a Pedagógusok Szakszervezete Eötvös József Emlékéremmel ismerte el. Több, ma is működő alapítvány alapítója és vezetője. 2003 és 2006 között az Által-Ér Vízgyűjtő Helyreállítási és Fejlesztési Szövetség elnöke.

## Politikai tevékenysége
1978-ban lépett be az MSZMP-be. 1988-ban a reformköri mozgalom aktív tagja lett[forrás?]. 1989-ben az MSZP tatai szervezetének alapítója. 1990-ben a párt városi elnökévé választották, majd 1998 és 2000 között, valamint 2002-től 2004-ig a párt Komárom-Esztergom megyei szervezetének egyik alelnöke volt. 1990-ben országgyűlési képviselő-jelölt volt, mandátumot nem szerzett. Az 1990. évi önkormányzata választáson bekerült Tata város képviselő-testületébe. Az 1994-es országgyűlési választáson a Tata központú egyéni választókerületből szerzett mandátumot. 1998-ban a Komárom-Esztergom megyei területi listáról, 2002-ben visszaszerezte tatai mandátumát, melyet 2006-ban megvédett.

## Családja
Nős, felesége gimnáziumi tanár. Három – azóta felnőtt – gyermekük született. 2002-ben vezetéknevét Tatai-Tóthra változtatta meg.